# Topoľčany
Topoľčany (německy Topoltschan, maďarsky Nagytapolcsány, do roku 1920 Veľké Topoľčany) jsou město na Slovensku v Nitranském kraji. Žije v něm přibližně 24 tisíc obyvatel.

## Historie
Oblast dnešních Topoľčan byla osídlená již v neolitu a eneolitu. V době bronzové se tu nacházelo sídliště a žárové pohřebiště. Sídliště tu existovala také v dobách římských a později i slovanských. V roce 1173 je doložena existence osady, která začátkem 14. století získala městská práva jako poddanské město. Mezi lety 1431–1434 tu byli husité a v roce 1599 město dobyli Turci. V roce 1848 bylo zrušeno poddanství Topoľčan. Do revolučního dění v letech 1848–1849 se Topoľčany nezapojily. Po první světové válce město požádalo o ochranu před rabováním maďarskou armádu. Československým vojskem byly Topoľčany obsazeny 17. prosince 1918. V roce 1921 zde stálo 609 domů a žili zde 7238 obyvatel, z toho 5391 Čechoslováků, 88 Němců, 253 Maďarů a 1393 Židů.
Během druhé světové války byly topoľčanští občané židovské národnosti deportováni do vyhlazovacích táborů. Koncem druhé světové války jako první z protifašistických armád vstoupila do města dne 1. dubna 1945 1. rumunská armáda. Tragickou epizodou topoľčanské poválečné historie je protižidovský pogrom 24. září 1945.

## Hospodářství a služby
Ve městě se nachází dřevařský, elektrotechnický, oděvní a potravinářský průmysl; také jsou zde drůbežářské závody a muzeum. Postaven tu byl i zimní stadion, plovárna a koupaliště. Historicky nejúspěšnějšími sporty ve městě je házená, stolní tenis a vodní pólo. Největší sportovní událost, která se zde koná, je Topoľčianský polmaratón.
V podchodu mezi autobusovou a železniční stanicí se nachází kulturní prostor pro umělce s názvem Nástupiště 1–12. Prezentují se tady hudebníci, fotografové, výtvarníci, divadelníci, básníci a další umělci. V Nástupišti se prezentovali např. Miriama Kardošová, Michal Hvorecký, „Whisky“, Dáša Fon Fľaša, Renate Milune, Michal Dymny, Radoslav Repický, Zero Absolu, Matthias Beckmann, Johny Fox, Slavo Herman, Oto Hudec, Daniela Krajčová, Ivana Gálusová a další.

## Osobnosti
- Károly Kelecsényi (1854–1914), entomolog
- Eugen Rosenberg (1907–1990), funkcionalistický architekt
- Rudolf Vrba (1924–2006), profesor a uprchlík z Osvětimi
- Robert Büchler (1929–2009), historik a mírový aktivista, uprchlík z Buchenwaldu
- Peter Blaho (* 1939), právník a bývalý rektor Trnavské univerzity
- Rudolf Sivák (* 1955), rektor Ekonomické univerzity v Bratislavě
- Robert Fico (* 1964), premiér Slovenské republiky
- Miroslav Šatan (* 1974), hokejista
- Ľubomír Višňovský (* 1976), hokejista
- Pavol Jelenák (* 1992), reprezentant SR v plavání

## Partnerská města
- Artern, Německo
- Einbeck, Německo
- Hlohovec, Slovensko
- Jászberény, Maďarsko
- Levice, Slovensko
- Luhačovice, Česko
- Mazingarbe, Francie
- Prilep, Severní Makedonie
- Rybnik, Polsko